# Johann Hauser (Politiker, 1953)

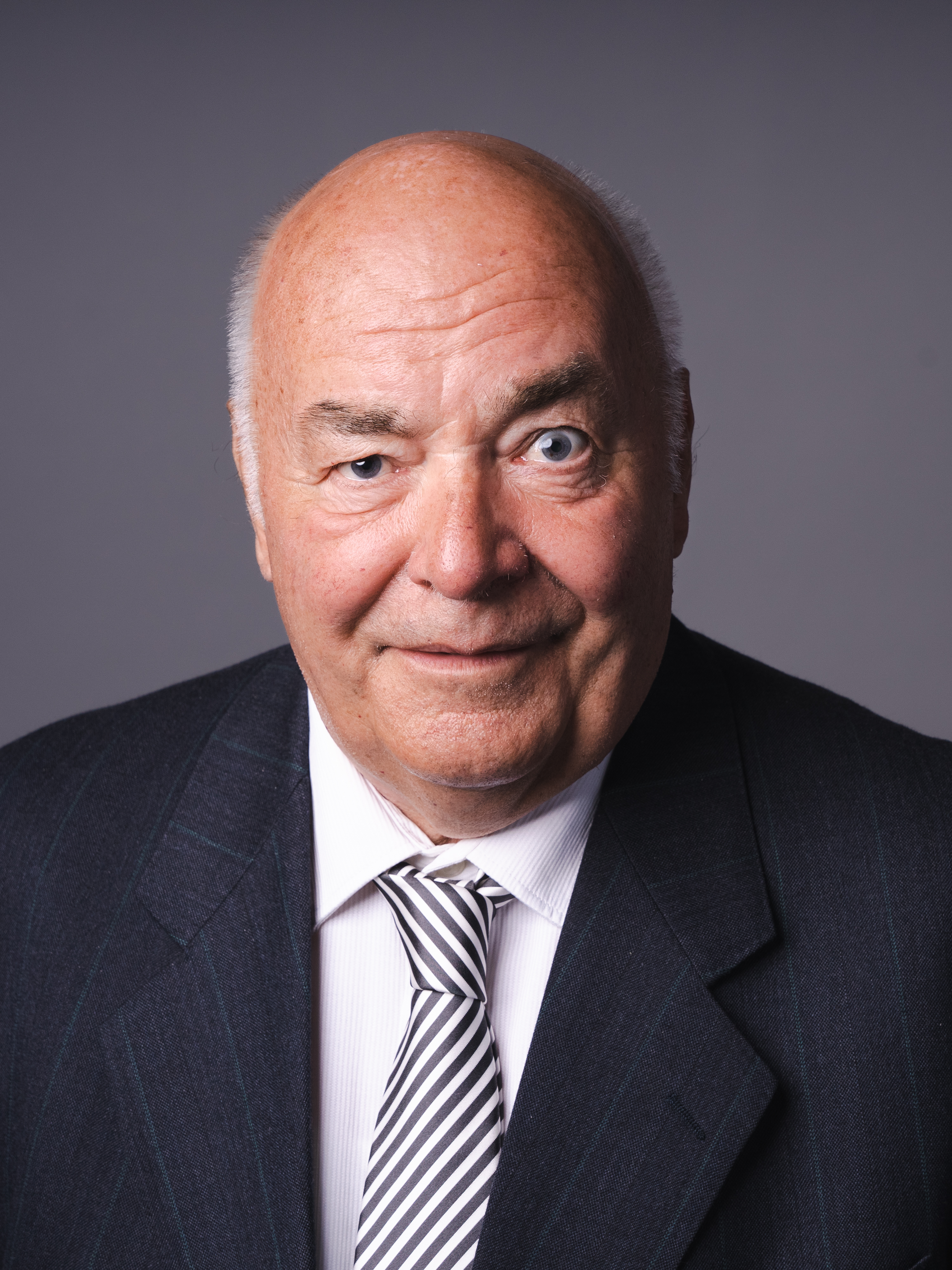
Johann Hauser (2022)

Johann Hauser (* 12. Februar 1953 in Straubing; † 17. Juli 2023) war ein deutscher Politiker (FDP). Er war von 2002 bis 2011 und erneut von 2021 bis zu seinem Tod Abgeordneter im Landtag von Sachsen-Anhalt.

## Leben
Nach dem Besuch der Schule begann Johann Hauser 1967 mit der landwirtschaftlichen Ausbildung. 1975 legte er die Meisterprüfung als Landwirt ab. Ab 1980 leitete er zwei landwirtschaftliche Betriebe.
Johann Hauser trat 1982 in die FDP ein. Er war Kreisvorsitzender der FDP im Salzlandkreis und ab April 2009 als Beisitzer Mitglied des Landesvorstandes der FDP Sachsen-Anhalt.
2002 wurde Johann Hauser in den Landtag von Sachsen-Anhalt gewählt. Er war Sprecher für Landwirtschaft, Ernährung und Forsten und betreute als Abgeordneter Aschersleben-Staßfurt, Bernburg, das Jerichower Land und Schönebeck.
2006 wurde Hauser erneut über die Landesliste der FDP in den Landtag gewählt. Er war von 2006 bis 2008 stellvertretender Vorsitzender der FDP-Landtagsfraktion und deren Sprecher für Landwirtschaft, Ernährung und Forsten. 2011 schied er aus dem Landtag aus.
Ab 1999 war er Gemeinderatsmitglied in Atzendorf. Außerdem wurde er 2007 in den Kreistag des Salzlandkreises gewählt.
Bei der Landtagswahl in Sachsen-Anhalt 2021 erhielt er über die Landesliste seiner Partei erneut ein Mandat im Landtag. Nach seinem Tod rückte Maximilian Gludau für ihn in den Landtag nach.